# Томори (горный массив)
Томори (Томорри, алб. Tomori) — горный массив на территории Южной Албании. Её высший пик — Партизани — достигает высоты в 2417 м над уровнем моря. Горы Томори находится к востоку от городов Берат и Поличан, а также восточнее реки Осуми.

## Гора в религии
В античный период гора Томори называлась греками Амирон (др.-греч. Άμυρον) и являлась центром Дассаретиды (Δασσαρήτις ή Δασσαρητία), области дассаретов, племени, жившем в восточной Иллирии, на северо-западе Греции в области Эпир. У христиан эта гора считалась священной, и в день Вознесения Девы Марии (15 августа) они взбирались на эту гору. Суфийский орден Бекташи также почитал эту гору: его члены отдавали почести Аббасу ибн Али каждый год во время паломничества с 20 по 25 августа
В албанской мифологии гора Томорр ассоциируется с легендарным героем Баба Томором, у которого была длинная белая борода, а вокруг него летали четыре орлицы . Согласно немецкому фольклористу Максимилиану Ламберцу, Баба-Томор — это след иллирийской мифологии.

Баба Томор взял в себе жёны Земную Красавицу. Она проводит свои дни со своей сестрой, Морской Красавицей, но когда приходит вечер, то верный слуга Бабы-Томора, ветер, относит её обратно на горную вершину. С горы Томор открывается вид на город Берат, который старик яростно охраняет как свой любимый город. По другую сторону долины стоит гора Шпираг с ручьями, похожими на борозды, которые протекают по её склонам. Однажды, когда Баба Томор и Земная Красавица спали, Шпираг воспользовался этим моментом и решил напасть на Берат. Четыре орлицы-стражницы разбудили Бабу-Томора, и он, узнав о тайном намерении Шпирага, встал со своего ложе. Первое, о чём он думал — о спасении Земной Красавицы, поэтому он повелел Восточному Ветру отнести её к сестре. Оседлав своего мула, Томор помчался в бой со Шпирагом. Своей косой Томор нанёс множество ран Шпирагу, которые теперь стали бороздами на сконе горы. След копыта мула Бабы-Томора можно увидеть у деревни Синья. Шпираг, в свою очередь, много раз бил Томора своей дубиной, нанеся ему много ран, но и сам погиб. Два гиганта убили друг друга, и дева разрыдалась: слёзы её стали рекой Осум.

Культ горы Томор встречается в периоде Рилинджа албанской литературы: в прозе и поэзии увековечили гору Константин Христофорди, Наим Бей Фрашери, Антон Зако Чаджупи, Асдрени, Хиле Моси и Ндре Мджеда.

## Национальный парк
Горы Томорри относятся к национальным паркам типа II по классификации МСОП; в Албании горы является центральным объектом одноимённого национального парка площадью 24 723 га. Многие редкие растения, произрастающие в этом парке, и редкие животные, обитающие там, находятся под охраной. Впрочем, горы Томорри открыты и для любителей горнолыжного спорта.